# Somogytarnóca
Somogytarnóca 1979 óta Barcs városrésze, korábban önálló község volt.

## Fekvése

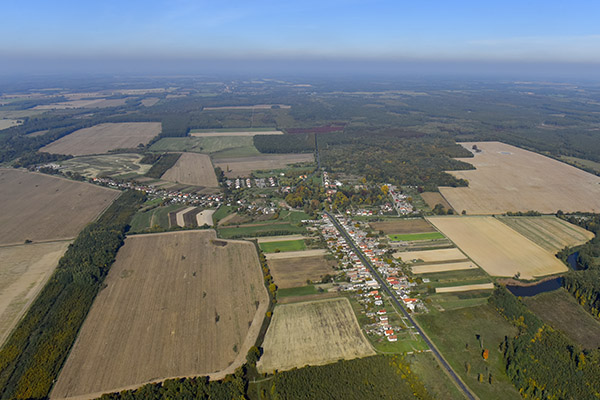
Somogytarnóca látképe madártávlatból

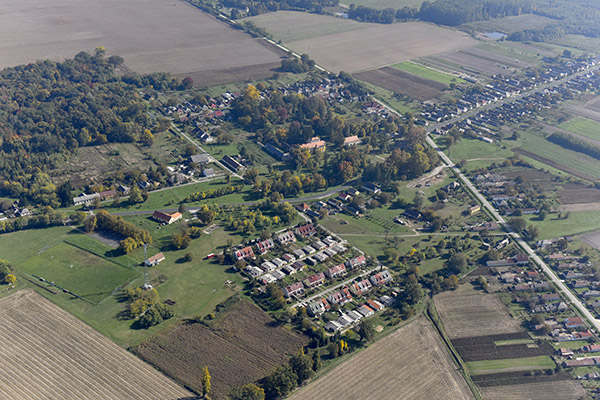
Somogytarnóca - légi fotó

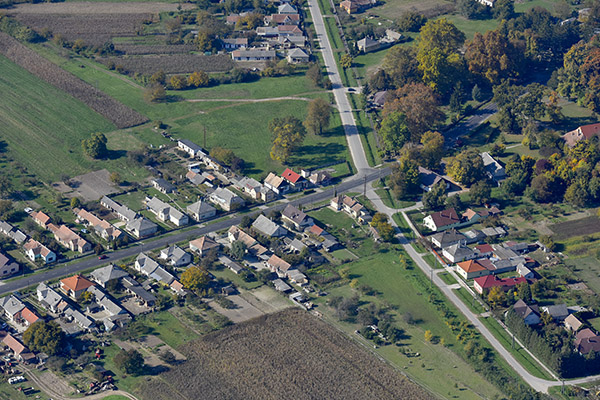
Somogytarnóca légi felvételen

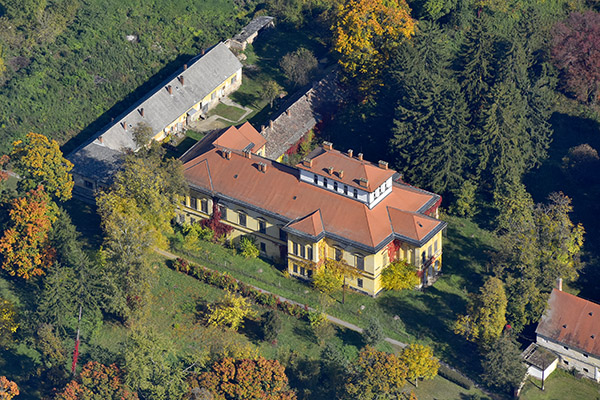
Somogytarnóca, Széchenyi-kastély a magasból

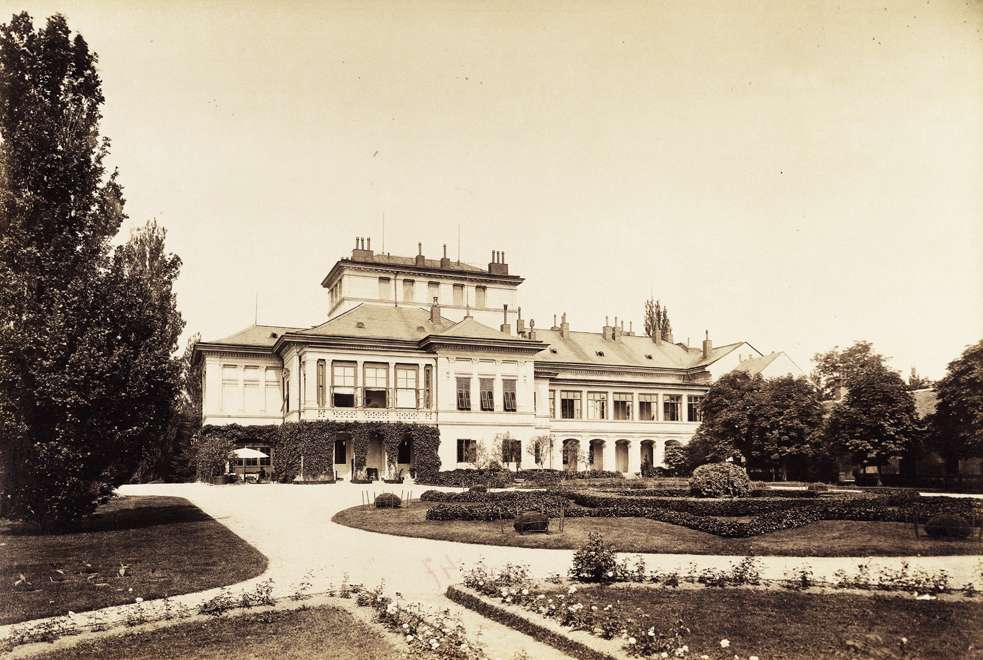
A Széchenyi-kastély és parkja. A felvétel 1895-1899 között készült.

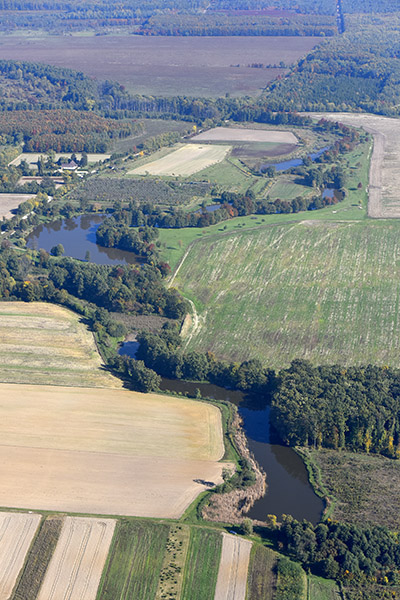
Somogytarnóca, halastavak a levegőből

Barcs központjától körülbelül 5 km-rel északra, a 68-as főút mentén fekszik. Északi szomszédja Csokonyavisonta.

## Története
Somogytarnóca Árpád-kori település. Nevét az oklevelek már 1231-ben említették, mint a Tibold nemzetség ősi birtokát, mely a nemzetség ez évi osztozkodásakor I. Bodor három idősebb fiáé, Jakabé, Kozmáé és Petkéé lett.
1467-ben egy Kistarnócza nevű helységről emlékeznek meg az oklevelek, mely Enyingi Török Péter birtoka volt. 1512-ben Perneszi Imre, valamint fiai, Miklós, Pál és István királyi jóváhagyást nyertek e helységre. 1526-ban Perneszi Ferenc valamint testvérei, Péter és Balázs nyerték adományul II. Lajos királytól. 1550-ben Báthori András birtokában volt. 1554-ben a török kincstári adólajstrom szerint 11 házból állott. 1560-ban I. Ferdinánd király Perneszi Farkasnak adományozta, ekkor már csak puszta volt, de később újból betelepült, mert az 1565. évi török kincstári fejadólajstrom szerint már 28, majd 1571-ben 42 házból 148 állt. 1598-1599-ben Nádasdy Pál, 1627-ben pedig Nádasdy Ferenc birtoka volt. Az 1660. évi pannonhalmi dézsmaváltságjegyzék Szent-Györgyvár tartozékai között sorolta fel. 1677-ben Széchenyi György kalocsai érsek nyerte adományul, 1726-1733 között már csak puszta és Széchenyi Zsigmondé, 1835-ben pedig a csokonyai uradalomhoz tartozott.
Gróf Széchényi Ferenc 1873-ban kastélyt építtetett Somogytarnócán. Az 1900-as évek elején gróf Széchenyi Antal és Frigyes volt itt a legnagyobb birtokos, a kastély is az övék lett. A 20. század elejének leírásai szerint a kastélyban értékes berendezések, sok régi festmény és bútor, remek bronzok, Alt-Wien, biscuit és meisseni porcelánok, sok régi angol metszet és egy angol óra is volt, amelyet gróf Széchenyi István ajándékozott gróf Széchenyi Pálnénak. A gróf Széchenyi uradalomnak mezőgazdasági szeszgyára és gőzmalma is volt.
A község önállósága 1979-ben szűnt meg, amikor Barcshoz csatolták. Azóta kiépült az ivóvíz-, a telefon-, a gáz- és a kábeltelevízió-hálózat, működik itt óvoda, faluház, orvosi rendelő, posta és több kiskereskedelmi egység is. A városrész labdarúgócsapata a Satelit SE, emellett országszerte híres a somogytarnócai asszonykórus.

## Nevezetességek

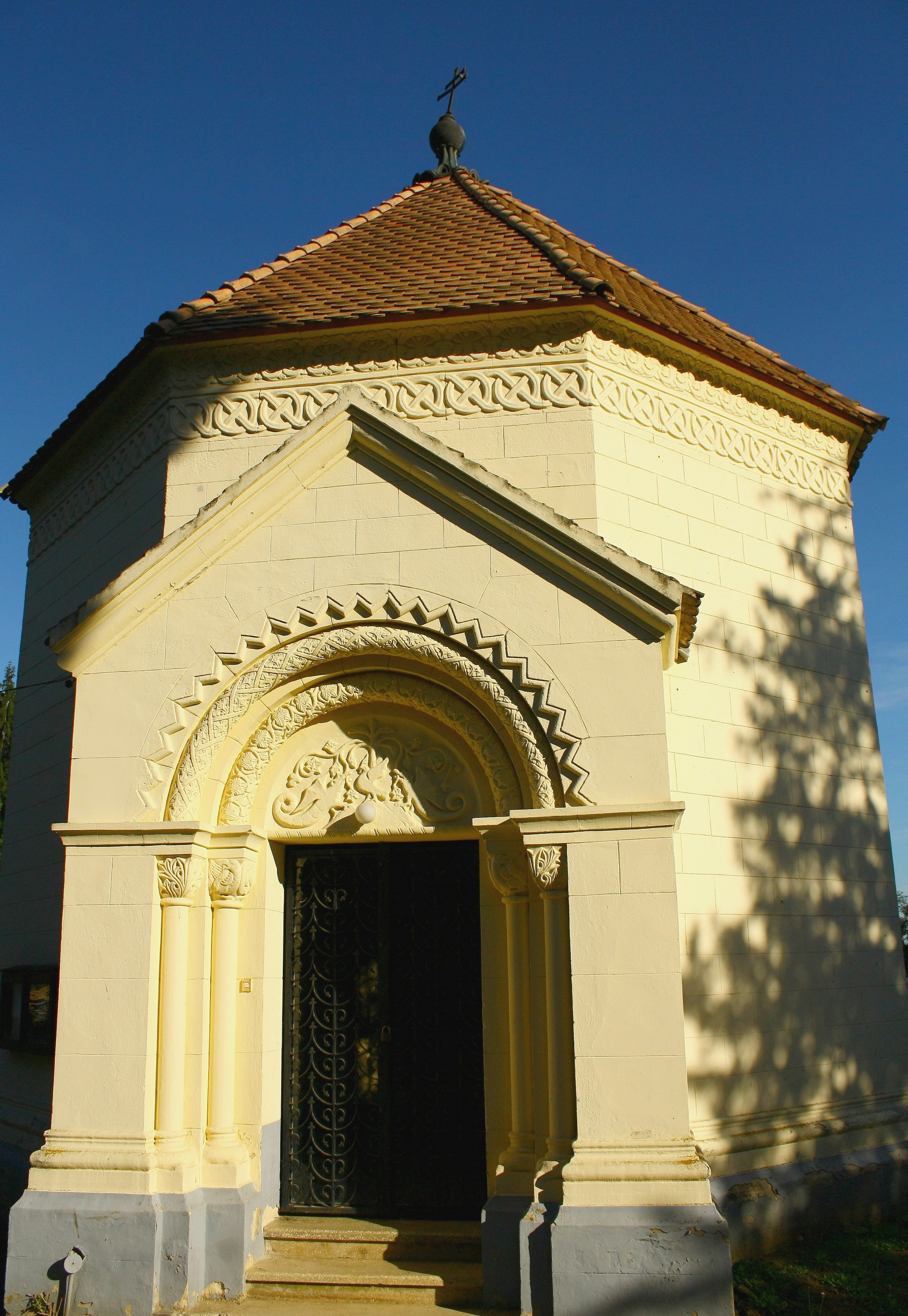
A éves műemlék temetőkápolna

Műemléki védelem alatt áll az 1873-ban épült (152 éves) Széchenyi-kastély és a hozzá tartozó, 1830 körül épült magtár. Ugyancsak műemlék az 1907-ben épült (118 éves) temetőkápolna. A település határában az egykori legelőn kivételesen nagy akácfák találhatók.